# Dan Mintz
Daniel "Dan" Mintz, född 1981, är en amerikansk komiker och skådespelare.